# جام باشگاه‌های جهان کوچک ۱۹۶۳
جام باشگاه‌های جهان کوچک ۱۹۶۳ هفتمین دوره جام باشگاه‌های جهان کوچک بود، مسابقاتی که دوره اول آن بین سال‌های ۱۹۵۲ تا ۱۹۵۷ و دوره دوم آن بین سال‌های ۱۹۶۳ و ۱۹۶۵ در ونزوئلا برگزار شد. این مسابقات توسط سه شرکت‌کننده در فرمت نوبت‌گردشی برگزار شد و بازیکنانی مانند اواریستو، هیلدرالدو بلینی، سیسیلیو مارتینز، کوستودیو پینتو، فرانسیسکو خنتو و فرانس پوشکاش در آن حضور داشتند.

## جنجال‌ها

### ربودن دی استفانو
در شب ۲ شهریور ۱۳۴۲، گروه انقلابی ونزوئلا، نیروهای مسلح آزادیبخش ملی (FALN)، آلفردو دی استفانو (بازیکن رئال مادرید) را با اسلحه از هتل پوتوماک واقع در کاراکاس ربود. این آدم ربایی با نام رمز "جولیان گریمائو" دریافت شد، پس از آن که جولین گریمائو گارسیا کمونیست اسپانیایی، در آوریل ۱۹۶۳، در زمان دیکتاتوری فرانسیسکو فرانکو با جوخه تیراندازی در اسپانیا اعدام شد. در ۵ شهریور، سه روز بعد، دی استفانو بدون باج در نزدیکی سفارت اسپانیا آزاد شد و دی استفانو تاکید کرد که ربایندگانش با او بدرفتاری نکرده‌اند. دی استفانو یک روز پس از آزادی در یک مسابقه مقابل سائوپائولو بازی کرد و مورد تشویق ایستاده قرار گرفت.
یک فیلم اسپانیایی با عنوان فیلم واقعی، که این وقایع را بازگو می‌کرد، در ۳ شهریور ۱۳۸۴ اکران شد. در یک نمایش تبلیغاتی عجیب در اولین نمایش، آدم ربا پائول دل ریو، که اکنون هنرمند مشهوری است، و دی استفانو برای اولین بار پس از ربوده شدن، ۴۲ سال قبل گرد هم آمدند. پائول دل ریو در سن ۷۲ سالگی در کاراکاس درگذشت.

### تیراندازی در جریان بازی سائوپائولو و رئال مادرید
در فاصله ۶ شهریور بازی بین سائوپائولو و رئال مادرید، پس از تیراندازی پلیس کاراکاس به معترضان طرفدار FALN در خارج از ورزشگاه، هواداران وحشت زده به زمین حمله کردند. از بمب‌های دودزا برای متفرق کردن مردم استفاده شد، یکی از آنها تقریباً به مدافع ده سوردی (سائوپائولو) برخورد کرد. شروع نیمه دوم حدود ۳۰ دقیقه تاخیر داشت.

## شرکت کنندگان
| تیم         | نحوه صعود                           |
| ----------- | ----------------------------------- |
| پورتو       | نایب قهرمان لیگ برتر پرتغال ۱۹۶۲–۶۳ |
| رئال مادرید | قهرمان لالیگا ۱۹۶۲–۶۳               |
| سائوپائولو  | نایب قهرمان جام پائولیستا ۱۹۶۳      |

## بازی‌ها
| پورتو     | ۱–۲    | سائوپائولو              |
| --------- | ------ | ----------------------- |
| خورخه ۳۵' | Report | مارتینز ۲' · پاگیائو ۷' |

| رئال مادرید          | ۲–۱    | پورتو     |
| -------------------- | ------ | --------- |
| آمارو ۲۶' · مولر ۷۶' | Report | پینتو ۴۱' |

| سائوپائولو                        | ۲–۱    | رئال مادرید  |
| --------------------------------- | ------ | ------------ |
| پاچین ۱۲' (گل‌به‌خودی) · نونداس ۵۹' | Report | اواریستو ۲۰' |

| پورتو     | ۱–۲    | رئال مادرید         |
| --------- | ------ | ------------------- |
| سیلوا ۶۷' | Report | رویز ۲۷' · خنتو ۳۵' |

| رئال مادرید | ۰–۰    | سائوپائولو |
| ----------- | ------ | ---------- |
|             | Report |            |

| سائوپائولو | v | پورتو |
| ---------- | - | ----- |
|            |   |       |

این بازی به دلیل مشخص شدن قهرمان (سائوپائولو) برگزار نشد.

## جدول نهایی
| تیم         | امتیاز | بازی | برد | تساوی | باخت | گل زده | گل خورده | تفاضل |
| ----------- | ------ | ---- | --- | ----- | ---- | ------ | -------- | ----- |
| سائوپائولو  | ۵      | ۳    | ۲   | ۱     | ۰    | ۴      | ۲        | ۲     |
| رئال مادرید | ۵      | ۴    | ۲   | ۱     | ۱    | ۵      | ۴        | ۱     |
| پورتو       | ۵      | ۳    | ۰   | ۰     | ۳    | ۳      | ۶        | -۳    |

## گلزنان

#### ۱ گل
- اواریستو
- نونداس
- پاگائو
- لوسیان مولر
- سیسیلیو مارتینز
- کوستودیو پینتو
- هرنانی سیلوا
- خواکیم خورخه
- آمانسیو آمارو
- فلیکس رویز
- فرانسیسکو خنتو

#### گل به خودی
- پاچین

## قهرمان
| قهرمان جام باشگاه‌های جهان کوچک ۱۹۶۳ |
| ----------------------------------- |
| سائوپائولو                          |
| دومین قهرمانی                       |